# William A. Cassidy
William „Bill“ A. Cassidy (* 3. Januar 1928; † 25. März 2020 in Monroeville, Pennsylvania) war ein US-amerikanischer Geologe.
Cassidy trat nach seinem Highschoolabschluss der United States Navy in der Endphase des Zweiten Weltkriegs bei. Er erwarb zu Beginn der 1950er Jahre seinen Bachelor of Science an der University of New Mexico. Nach einem Stipendium des Fulbright-Programms in Australien, bei dem er mit dem australischen Polarforscher Douglas Mawson in Kontakt kam, graduierte er 1961 als Ph.D.  im Fachbereich Geochemie an der Pennsylvania State University. In der Folge widmete er sich der Erforschung von Meteoriten sowie deren Einschlagskratern und unternahm während seiner siebenjährigen Tätigkeit als Wissenschaftler des Lamont-Doherty Earth Observatory seine erste von zahlreichen Expeditionen zum Campo del Cielo in Argentinien. In späteren Jahren war er Professor am Department of Geology and Planetary Science der University of Pittsburgh. In dieser Funktion initiierte er 1976 das Antarctic Search for Meteorites program, auf das inzwischen mehr als 24.000 Meteoritenfunde in der Antarktis zurückgehen.
William Cassidy wurde unter anderem 1977 mit der Antarctica Service Medal ausgezeichnet. Darüber hinaus ist er Namensgeber für den Cassidy-Gletscher im ostantarktischen Viktorialand, den Asteroiden (3382) Cassidy und das Mineral Cassidyit.